# P E Guerin
P E Guerin, Inc är det äldsta företaget med inriktning på konstnärligt utförd metallmanufaktur och ornamentgjutgods i USA och är idag det enda affärsverksamma gjuteriet i New York. Företaget grundades år 1857 av fransmannen Pierre Emmanuel Guerin (död 1911) och drivs av ägarfamiljen i femte generationen. Sedan år 1982 är kontor och verkstäder belägna i Greenwich Village.

## Historia
Pierre Emmanuel Guerin, ursprungligen från Bretagne, Frankrike, immigrerade till New York år 1852 och anlände 19 år gammal till staden via immigrationskontoret Castle Garden på nedre Manhattan. År 1857 startade Guerin företaget Bertheley & Guerin, föregångaren till dagens företag, som en underleverantör specialiserad på metallbearbetning.
År 1982 flyttade företaget till den nuvarande adressen på 23–25 Jane Street i Greenwich Village, New York.